# Norbert Klein
Norbert Johann Nepomuk Klein (in ceco, Norbert Jan Klein; Rýžoviště, 25 ottobre 1866 – Vienna, 10 marzo 1933) è stato un religioso, teologo e vescovo cattolico austriaco.

## Biografia
Nacque il 25 ottobre 1866 a Rýžoviště.
Il 7 dicembre 1916 fu eletto vescovo di Brno succedendo a Pavel Huyn trasferito all'arcidiocesi di Praga. Fu allontanato dalla sua sede, per ragioni politiche, ed espulso dal territorio cecoslovacco nel 1923. Si dimise il 4 gennaio 1926, lasciando la diocesi vacante fino al 1931 e fu allora nominato vescovo titolare di Siene.
Fu 59º gran maestro e abate generale dell'Ordine teutonico dal 1923 al 1933. Durante il suo mandato come Gran Maestro l'Ordine nel 1929 fu riformato come ordine sacerdotale. Fu il primo Gran Maestro dell'Ordine Teutonico a non appartenere alla dinastia asburgica dal Settecento e il primo in assoluto a non essere nobile.
Morì il 10 marzo 1933 a Vienna, all'età di sessantasei anni.

## Genealogia episcopale e successione apostolica
La genealogia episcopale è:
- Cardinale Scipione Rebiba
- Cardinale Giulio Antonio Santori
- Cardinale Girolamo Bernerio, O.P.
- Arcivescovo Galeazzo Sanvitale
- Cardinale Ludovico Ludovisi
- Cardinale Luigi Caetani
- Cardinale Ulderico Carpegna
- Cardinale Paluzzo Paluzzi Altieri degli Albertoni
- Papa Benedetto XIII
- Papa Benedetto XIV
- Papa Clemente XIII
- Arcivescovo Giovanni Battista Caprara Montecuccoli
- Vescovo Dionys von Rost
- Vescovo Karl Franz von Lodron
- Vescovo Bernhard Galura
- Vescovo Giovanni Nepomuceno de Tschiderer
- Cardinale Friedrich Johann Joseph Cölestin von Schwarzenberg
- Cardinale Franziskus von Paula Schönborn
- Arcivescovo Théodore Kohn
- Cardinale Lev Skrbenský Hříště
- Vescovo Norbert Klein, O.T.

La successione apostolica è:
- Vescovo Josef Kupka (1924)